# كلية الهندسة (جامعة الملك فيصل)
كلية الهندسة بجامعة الملك فيصل هي إحدى كليات التي تهتم بدراسة مجال الهندسة في جامعة الملك فيصل في محافظة الأحساء في المنطقة الشرقية في دولة السعودية.

## التاريخ
صدر المرسوم الملكي بإنشاء كلية الهندسة بجامعة الملك فيصل في عام 2007 (1428 هـ)، وفي الفصل الدراسي خريف 2009-2010، بدأت الكلية تدريس برامج الهندسة الكهربائية، والهندسة الميكانيكية، والهندسة المدنية. أجري مسح لاحتياجات سوق العمل من القوى العاملة في السوق السعودي، وتُعتبر هذه البرامج الثلاثة تمثل البرامج الهندسة العامة الأساسية، التي تخدم البرامج الأكثر تخصصًا، وفي خريف عام 2011، بدأت الكلية في تدريس برنامج الهندسة الكيميائية للطلاب، وفي خريف عام 2013، أفتتحت الكلية برنامج الهندسة الطبية الحيوية للطالبات، أعتمدت أربعة برامج هندسية حتى 30 سبتمبر 2021 وهي كالتالي الهندسة المدنية والبيئية، والهندسة الكيميائية، والهندسة الكهربائية والهندسة الميكانيكية .

## الأقسام
- قسم الهندسة الطبية الحيوية

- قسم الهندسة الكهربائية
- قسم الهندسة الكيميائية
- قسم الهندسة الميكانيكية
- قسم الهندسة المدنية

## برنامج الهندسة المدنية والبيئة
يحصل طلاب قسم الهندسة المدنية والبيئة على درجة البكالوريوس في الهندسة المدنية في أحدي التخصصات التالية الإنشاءات، والهندسة الجيوتقنية، وهندسة النقل، والمياه والبيئة، وإدارة الإنشاءات.

## برنامج الهندسة الكهربائية
يوجد في القسم مختبرات الدوائر الكهربائية، والاتصالات، والأنظمة الرقمية، والآلات الكهربائية، وإلكترونيات الطاقة، وأنظمة التحكم التناظرية، وأنظمة التحكم الرقمية، والبحثية في قسم الهندسة الكهربائية. يحصل طلاب قسم الهندسة الكهربائية علي درجة البكالوريوس عند إنتهاء الدراسة.

## عميد الكلية
عميد كلية هندسة جامعة الملك فيصل هو ماجد بن عادي الشمري.